# بخش سالیما
بخش سالیما (انگلیسی: Salima District) یکی از بخش‌های کشور مالاوی است.
این بخش ۲٬۱۹۶ کیلومتر مربع مساحت و ۲۴۸٬۲۱۴ نفر جمعیت دارد و مرکز آن شهر سالیما می‌باشد.